# Zelomorpha nigriceps
Zelomorpha nigriceps is een vliesvleugelig insect uit de familie van de schildwespen (Braconidae). De wetenschappelijke naam van de soort werd, als Spilomicrodus nigriceps, in 1911 voor het eerst gepubliceerd door Peter Cameron. Het type, een 8 mm groot vrouwtje, was afkomstig van een niet nader genoemde locatie in Zuid-Amerika.
Deze naam is in de literatuur ook wel te vinden als Coccygidium nigriceps (Cameron, 1911), een ongeldige combinatie vanwege het bestaan van Coccygidium nigriceps (Cameron, 1905).